# Torrendia deformans
Torrendia deformans är en svampart som beskrevs av Bougher 1996. Torrendia deformans ingår i släktet Torrendia och familjen Amanitaceae.   Inga underarter finns listade i Catalogue of Life.